# Thought Contagion
Thought Contagion is een nummer van de Britse alternatieve rockband Muse uit 2018. Het is de tweede single van hun achtste studioalbum Simulation Theory.
Muse-frontman Matthew Bellamy vertelde bij het radiostation KROQ dat de televisieserie Black Mirror een inspiratie is geweest bij het schrijven van het nummer. "Thought Contagion" was in het Verenigd Koninkrijk met een 76e positie niet heel succesvol. Het meeste succes had het nummer in België en Zwitserland. In Vlaanderen haalde het de 2e positie in de Tipparade.